# Jean Belon
Pour les articles homonymes, voir Belon.
Jean Belon, né le 6 janvier 1834 à Meyrueis (Lozère) et mort le 23 juin 1906 dans la même ville, est un homme politique français.